# Roger Kingdom
Roger Kingdom, né le 26 août 1962 à Vienna en Géorgie, est un athlète américain qui a remporté deux titres olympiques et détenu le record du monde du 110 mètres haies.

## Biographie

### Jeunesse
Roger Kingdom pratique l'athlétisme dès son enfance. Il excelle notamment au saut en longueur et au lancer du disque, mais pratique également le football américain durant sa scolarité. Grâce à ses qualités, il obtient une bourse d'études à l'Université de Pittsburgh, en Pennsylvanie et évolue sous les couleurs des Pittsburgh Panthers au poste d'arrière défenseur. En 1982, il abandonne l'idée de passer footballeur professionnel et participe à ses premières compétitions d'athlétisme. Son record personnel sur 110 mètres haies passe alors de 14 s 07 à 13 s 44.

### Carrière sportive
Qualifié pour les Jeux olympiques de 1984 à Los Angeles, Roger Kingdom crée l'exploit en demi-finale en égalant le vieux record olympique de Rod Milburn en 13 s 24. En finale, il fait face à son compatriote Greg Foster, favori de l'épreuve. Foster prend le meilleur sur Kingdom dès le départ et conserve son avantage jusqu'à la septième haie, avant de faiblir et de se faire remonter dans les derniers mètres. Kingdom « casse » sur la ligne d'arrivée et s'impose pour trois centièmes en 13 s 20, améliorant en à peine dix-huit mois sa meilleure performance de 54 centièmes de seconde. En 1985, Roger Kingdom réalise la meilleure performance de l'année en 13 s 14 mais est contraint de s'éloigner des pistes à la suite d'une blessure au genou contractée durant un match de football. Il peine à revenir au sommet en ne réalisant que 13 s 40 en 1986 et 13 s 51 en 1987.
Il retrouve ses moyens physiques durant l'année 1988 en remportant les vingt-cinq courses auxquelles il participe. Lors du meeting de Sestrières disputé en altitude (1 850 m), Kingdom descend pour la première fois sous la barrière des 13 secondes (12 s 97). Il remporte en septembre un nouveau titre olympique du 110 m haies lors des Jeux de Séoul, devançant en 12 s 98, le Britannique Colin Jackson de 33 centièmes. Kingdom devient le second hurdler à conserver son titre après Lee Calhoun en 1956 et 1960. Après un titre mondial du 60 m haies remporté lors des Mondiaux en salle de Budapest, il aborde la saison estivale européenne hors de forme et avec un surpoids de 10 kilos. Après avoir retrouvé son poids de forme, il subit d'abord cinq défaites face à ses principaux adversaires, avant d'effacer, le 16 août 1989 lors du Meeting de Zurich, le record du monde de Renaldo Nehemiah en 12 s 92 (vent nul). Quelques jours plus tard, lors de la Coupe du Monde de Barcelone, Roger Kingdom améliore son propre record en 12 s 87, mais la performance n'est pas homologuée en raison d'un vent trop favorable (2,50 m/s). Au cours de la saison 1989, il descend 21 fois sous les 13 s 30, et 7 fois sous les 13 s 20.
L'année suivante, il est contraint de subir une intervention chirurgicale des ligaments de son genou et ne participe qu'à quelques courses. Il réussit néanmoins à s'imposer lors du Meeting de Zurich 1990 (13 s 21), et lors des Goodwill Games. Sa carrière sportive est alors en déclin : non qualifié pour les Jeux olympiques de 1992, il ne peut faire mieux que 13 s 39 durant les saisons suivantes. En 1995, à 33 ans, Roger Kingdom revient à son niveau de forme et remporte les sélections américaines pour les Championnats du monde. À Göteborg, il termine en 13 s 19 à la troisième place de la finale du 110 m haies, derrière Allen Johnson et Tony Jarrett et s'adjuge la dernière médaille en grand championnat de sa carrière.
Après sa retraite sportive, Roger Kingdom devient entraîneur de la section athlétisme de l'Université de Pennsylvanie.

## Palmarès
| Date | Compétition                    | Lieu          | Résultat | Épreuve            | Performance |
| ---- | ------------------------------ | ------------- | -------- | ------------------ | ----------- |
| 1983 | Jeux panaméricains             | Caracas       | 1er      | 110 m haies        | 13 s 44     |
| 1984 | Jeux olympiques                | Los Angeles   | 1er      | 110 m haies        | 13 s 20     |
| 1988 | Jeux olympiques                | Séoul         | 1er      | 110 m haies        | 12 s 98     |
| 1989 | Championnats du monde en salle | Budapest      | 1er      | 60 m haies         | 7 s 43      |
| 1989 | Universiades                   | Duisbourg     | 1er      | 110 m haies        | 13 s 26     |
| 1989 | Finale du Grand Prix IAAF      | Monaco        | 3e       | 110 m haies        | 13 s 24     |
| 1989 | Finale du Grand Prix IAAF      | Monaco        | 2e       | Classement général | 63 points   |
| 1989 | Coupe du monde des nations     | Barcelone     | 1er      | 110 m haies        | 12 s 87 (w) |
| 1990 | Goodwill Games                 | Seattle       | 1er      | 110 m haies        | 13 s 47     |
| 1995 | Jeux panaméricains             | Mar del Plata | 1er      | 110 m haies        | 13 s 39     |
| 1995 | Championnats du monde          | Göteborg      | 3e       | 110 m haies        | 13 s 19     |

## Records
- Record du monde du 110 m haies en 12 s 92 en 1989 à Zurich

| Épreuve            | Performance | Lieu     | Date         |
| ------------------ | ----------- | -------- | ------------ |
| 110 m haies        | 12 s 92     | Zurich   | 16 août 1989 |
| 60 m haies (salle) | 7 s 37      | Le Pirée | 8 mars 1989  |